# Виленская и Литовская епархия
Ви́ленская и Лито́вская епа́рхия (лит. Vilniaus ir Lietuvos vyskupija) — епархия Русской православной церкви, объединяющая приходы и монастыри в пределах Литвы, с центром в Вильнюсе.
По состоянию на конец 2022 года в епархии действуют 52 прихода и два монастыря. Служение совершают 63 священнослужителя.
Кафедральный собор — Пречистенский в Вильнюсе.
С 24 декабря 2010 года правящим архиереем является митрополит (до 20 ноября 2016 года — архиепископ) Виленский и Литовский Иннокентий (Васильев).

## Предыстория
А. А. Соловьев сообщает, что ещё в 1317 году великий князь Гедимин добился уменьшения митрополии Великого Московского княжества (Великой России). По его требованию при патриархе Иоанне Глике (1315—1320) была создана православная митрополия Литвы со столицей в Малом Новгороде (Новогрудке). Этой митрополии, по всей видимости, подчинились те епархии, которые зависели от Литвы: Туров, Полоцк, а затем, вероятно, и Киев.

Литва была раньше «епархией Великой России; столицей её был Малый Новгород».— Соловьев А. В. Великая, Малая и Белая Русь // Вопросы истории, №7, 1947

## История

### В Российской империи
Литовская епархия Российской Церкви была учреждена в 1839 году, когда в Полоцке на соборе униатских епископов Полоцкой и Витебской епархий было принято решение о воссоединении с православной церковью. Границы епархии включали Виленскую и Гродненскую губернии. Первым епископом Литовским стал бывший униатский епископ Иосиф (Семашко). Кафедра Литовской епархии первоначально находилась в Жировицком Успенском монастыре (Гродненская губерния). В 1845 году кафедра перенесена в Вильну.
С 7 марта 1898 года возглавлялась архиепископом Ювеналием (Половцевым) до момента его смерти в 1904 году.
Перед Первой мировой войной Литовскую епархию составляли благочиния Виленской и Ковенской губерний: Виленское городское, Виленское уездное, Трокское, Шумское, Вилкомирское, Ковенское, Вилейское, Глубокское, Воложинское, Дисненское, Друйское, Лидское, Молодеченское, Мядельское, Ново-Александровское, Шавельское, Ошмянское, Радошковичское, Свянцанское, Щучинское.

### Литовская православная епархия
После Первой мировой войны и включения Виленского края в состав Польши территория епархии оказалась поделённой между двумя враждующими странами. Польская православная церковь вышла из подчинения Московской патриархии и получила автокефалию от патриарха Константинопольского. Приходы бывшей Виленской губернии вошли в Виленскую и Лидскую епархию Православной церкви Польши, которой управлял архиепископ Феодосий (Феодосиев).
Виленский архиепископ Елевферий (Богоявленский) сопротивлялся отделению и был выслан из Польши; в начале 1923 года прибыл в Каунас для управления православными Литвы, не отказываясь от прав на приходы, оказавшиеся на территории Польши.
В Литовской республике Литовская православная епархия оставалась в юрисдикции Московской патриархии. По данным всеобщей переписи населения 1923 года, в Литве проживали 22 925 православных, преимущественно русских (78,6 %), а также литовцев (7,62 %) и белорусов (7,09 %). По утверждённым Сеймом в 1925 году штатам денежные оклады из казны были назначены архиепископу, его секретарю, членам Епархиального совета и священникам 10 приходов, несмотря на то что действовал 31 приход.
Лояльность архиепископа Елевферия заместителю местоблюстителя митрополиту Сергию (Страгородскому) (впоследствии патриарх Московский и всея Руси) создала особые условия для него и епархии: в 1928 году, прибыв в Москву, Елевферий был возведён в сан митрополита; 30 апреля 1931 года был назначен управляющим русскими приходами Московской патриархии в Западной Европе (не вошедшими в юрисдикцию митрополита Евлогия (Георгиевского) и Архиерейского синода РПЦЗ митрополита Антония (Храповицкого)). Таким образом, в Каунасе сосредоточился главный и единственный официальный центр контроля Московской патриархии за зарубежным русским православием в тот период. Там же находились и единственное духовно-учебное заведение Московской патриархии 1930-х годов — пастырские курсы.

### Виленская епархия (Польская Церковь)
Виленскую епархию автокефальной Православной Церкви Польши, возглавлявшуюся архиепископом Виленским и Лидским Феодосием (Феодосьевым), образовывали благочиния Виленского и Новогрудского воеводств:
- Виленское
- Виленско-Трокское
- Браславское
- Вилейское
- Дисненское
- Молодеченское
- Ошмянское
- Поставское
- Воложинское
- Лидское
- Столпецкое
- Щучинское

Всего насчитывалось 173 прихода.

### В советский период (1939—1941)
После того, как Виленский край был передан СССР Литве, его приходы были воссоединены с Литовской епархией; митрополит Елевферий перенёс свою резиденцию в Вильно. При включении Литвы в состав СССР, Литовская епархия лишилась бюджетных ассигнований, национализированных земель и строений.
В январе 1941 года, по смерти митрополита Елевферия, митрополитом Литовским и Виленским (с 24 февраля 1941 также экзархом Латвии и Эстонии) назначен архиепископ, управляющий делами Московской Патриархии Сергий (Воскресенский).

### Вторая мировая война
После оккупации Литвы германскими войсками в июле 1941 года, страна, за исключением небольшой части на юге, была включена в состав рейхскомиссариата Остланд.
Митрополит Сергий возродил Ковенское викариатство. В 1942 году в Свято-Духовом монастыре в Вильно им были открыты пастырские курсы, готовившие священников как для Прибалтики, так и для «Православной духовной миссии в освобождённых областях России» (упразднены советскими властями в марте 1945).
При до конца не выясненных обстоятельствах 29 апреля 1944 года был убит митрополит Сергий (Воскресенский); временным управляющим Прибалтийским экзархатом стал ковенский викарий архиепископ Даниил (Юзьвюк).

### Второй советский период (1945—1991)
С января 1945 в Вильнюсе начал работу уполномоченный Совета по делам русской православной церкви при Совете Министров СССР. В марте временный управляющий епархией архиепископ Василий (Ратмиров) реорганизовал управление епархией.
В июле 1946 года в Духов мужской монастырь были возвращены мощи Виленских мучеников Антония, Иоанна и Евстафия. Открытая в октябре того же года православная духовная семинария по требованию Совета Министров Литовской ССР закрыта в августе 1947 года.
На 1949 в епархии действовало 60 зарегистрированных церквей, из них 44 приходских, 14 приписных, 2 молитвенных дома; служили 48 священников, 6 диаконов и 15 псаломщиков; в Вильнюсе действовали мужской монастырь Св. Духа и женский Мариинский монастырь со своими церквями.
В 1962 году действовали 52 церкви (по данным архиепископа, их посещало ок. 7045 верующих), служили 33 священника, 3 диакона, 16 псаломщиков. Московской патриархии было запрещено оказывать материальную помощь Литовской епархии. Закрывались церкви в Каунасе (Воскресенская), Швенчёнеляй и Юрбаркасе (1962), в Вильнюсе (Александро-Невская, Пятницкая и Св. Тихона), в Побяне (1963), в Каралишкяй и Мариямполе (1964).
В 1987 году православным возвращена церковь Св. Тихона в Вильнюсе. 19 мая 1989 Совет Министров Литовской ССР отменил постановление о закрытии Мариинского женского монастыря. 14 февраля 1990 года Верховный Совет Литовской ССР принял закон «О возвращении религиозным общинам храмов и других зданий», согласно которому православным возвращены Александро-Невская и Пятницкая церкви в Вильнюсе.

## Епископы
- Иосиф (Семашко) (6 марта 1839 — 23 ноября 1868)
- Макарий (Булгаков) (10 декабря 1868 — 8 апреля 1879)
- Александр (Добрынин) (22 мая 1879 — 28 апреля 1885)
- Алексий (Лавров-Платонов) (11 мая 1885 — 9 ноября 1890)
- Донат (Бабинский-Соколов) (13 декабря 1890 — 30 апреля 1894)
- Иероним (Экземплярский) (30 апреля 1894 — 27 февраля 1898)
- Ювеналий (Половцев) (7 марта 1898 — 12 апреля 1904)
- Никандр (Молчанов) (23 апреля 1904 — 5 июня 1910)
- Агафангел (Преображенский) (13 августа 1910 — 22 декабря 1913)
- Тихон (Беллавин) (22 декабря 1913 — 23 июня 1917)
- Елевферий (Богоявленский) (13 августа 1917 — 31 декабря 1940; до 28 июня 1921 временно управляющий)
- Сергий (Воскресенский) (24 февраля 1941 — 29 апреля 1944)
- Даниил (Юзвьюк) (29 апреля — июнь 1944) в/у, епископ Ковенский
- Василий (Ратмиров) (12 февраля — 13 апреля 1945) в/у, архиепископ Минский
- Корнилий (Попов) (13 апреля 1945 — 18 ноября 1948)
- Фотий (Топиро) (18 ноября 1948 — 27 декабря 1951)
- Филарет (Лебедев) (1 февраля 1952 — 22 ноября 1955) в/у, епископ архиепископ Рижский
- Алексий (Дехтерёв) (22 ноября 1955 — 19 апреля 1959)
- Роман (Танг) (21 мая 1959 — 18 июля 1963)
- Антоний (Варжанский) (25 августа 1963 — 28 мая 1971)
- Ермоген (Орехов) (18 июня 1971 — 25 августа 1972)
- Анатолий (Кузнецов) (3 сентября 1972 — 3 сентября 1974)
- Герман (Тимофеев) (3 сентября 1974 — 10 апреля 1978)
- Викторин (Беляев) (19 апреля 1978 — 10 апреля 1989)
- Антоний (Черемисов) (22 апреля 1989 — 25 января 1990)
- Хризостом (Мартишкин) (26 января 1990 — 24 декабря 2010)
- Иннокентий (Васильев) (с 24 декабря 2010)

## Викариатства
- Браславское (недейств.)
- Брестское (ныне самостоятельная епархия)
- Ковенское (недейств.)
- Тракайское[2]

## Благочиния
Епархия разделена на 5 церковных округов (По состоянию на октябрь 2022 года[значимость факта?]):
- Виленское благочиние
- Виленское окружное благочиние
- Каунасское благочиние
- Клайпедское благочиние
- Висагинское благочиние

## Храмы
Виленское (городское) благочиние

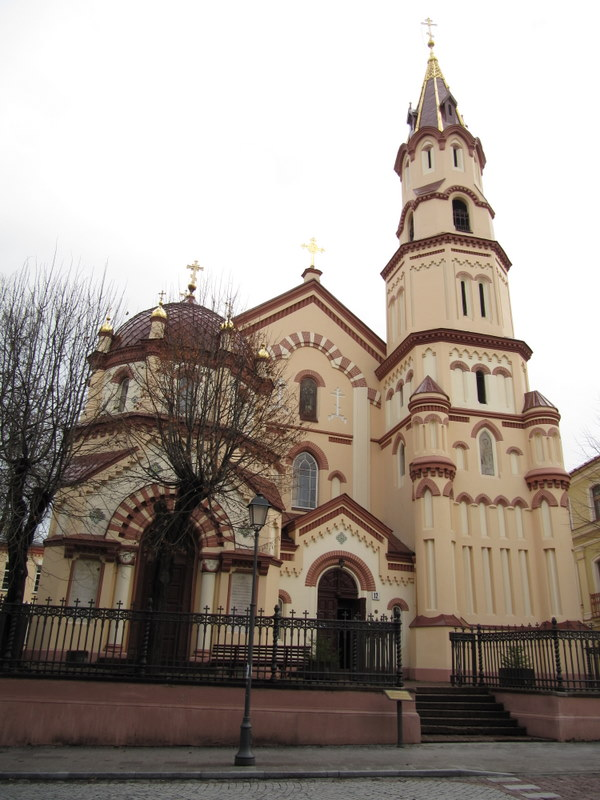
Никольская церковь в Вильнюсе

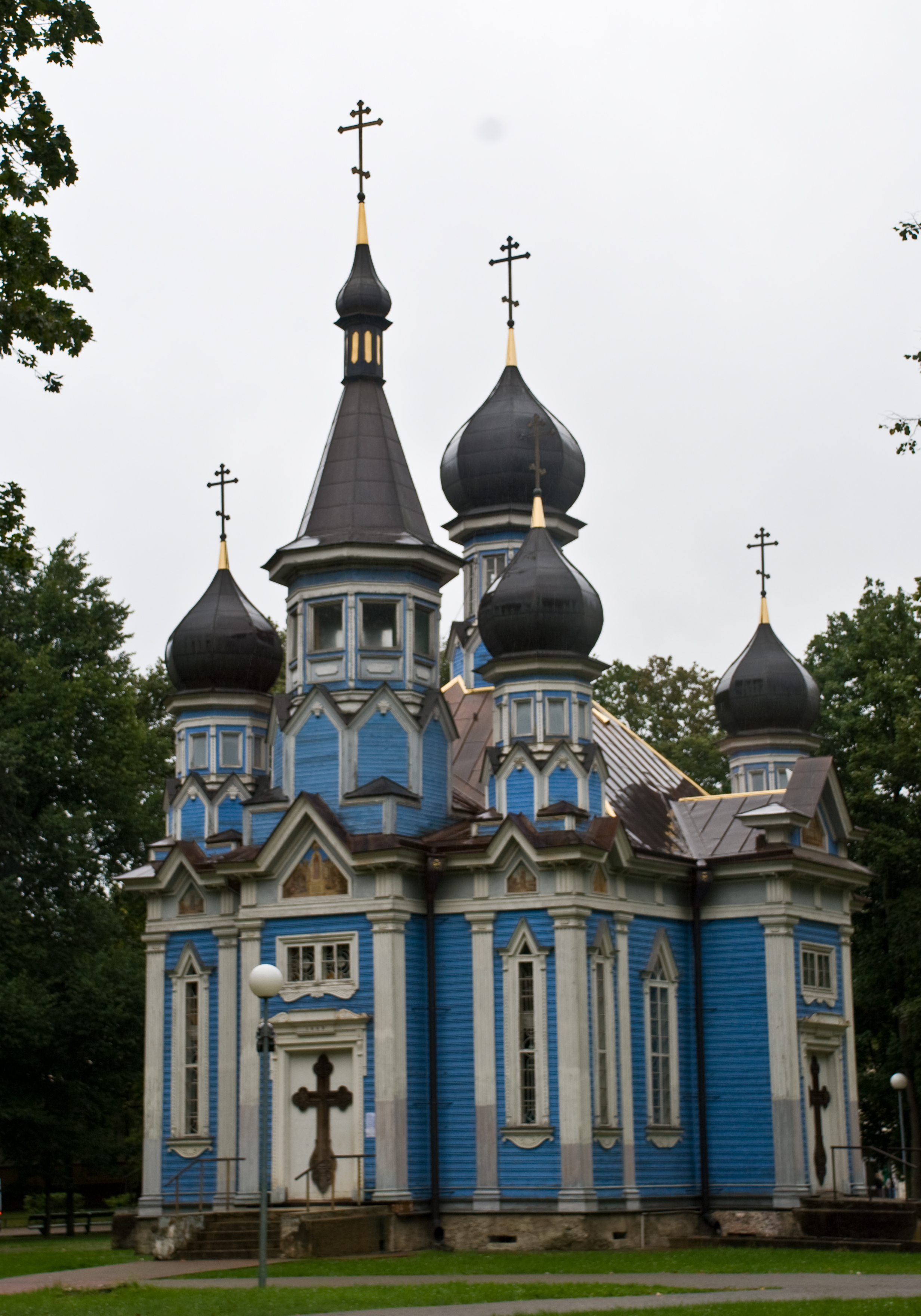
Церковь Иконы Божией Матери «Всех Скорбящих Радосте» в Друскининкае

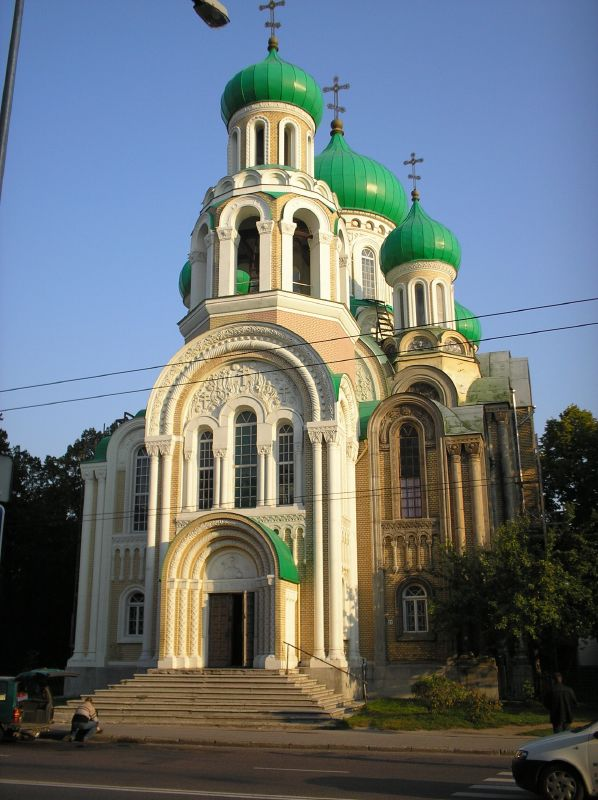
Церковь Святых Константина и Михаила. (Романовская церковь)

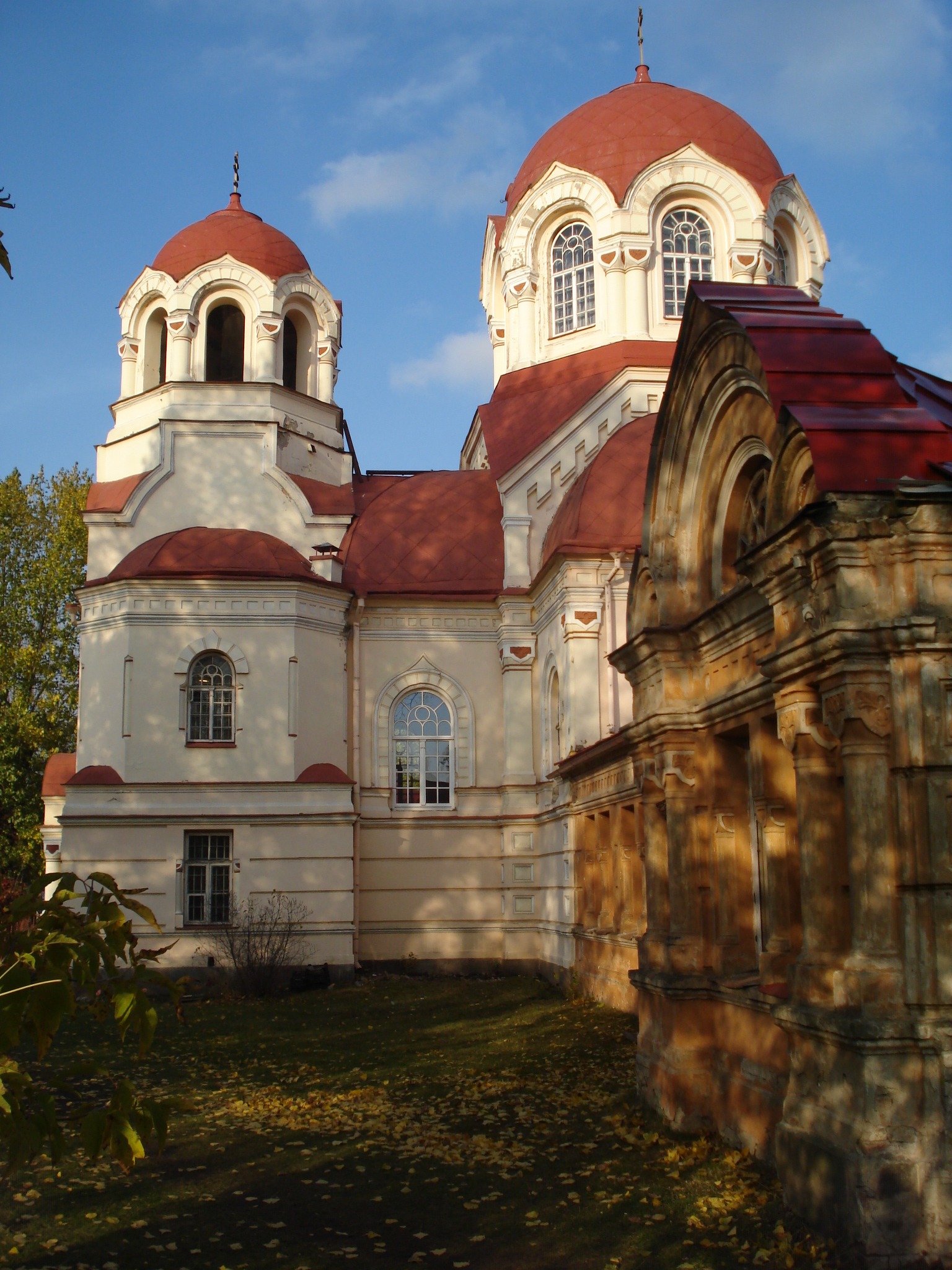
Церковь Михаила Архангела.

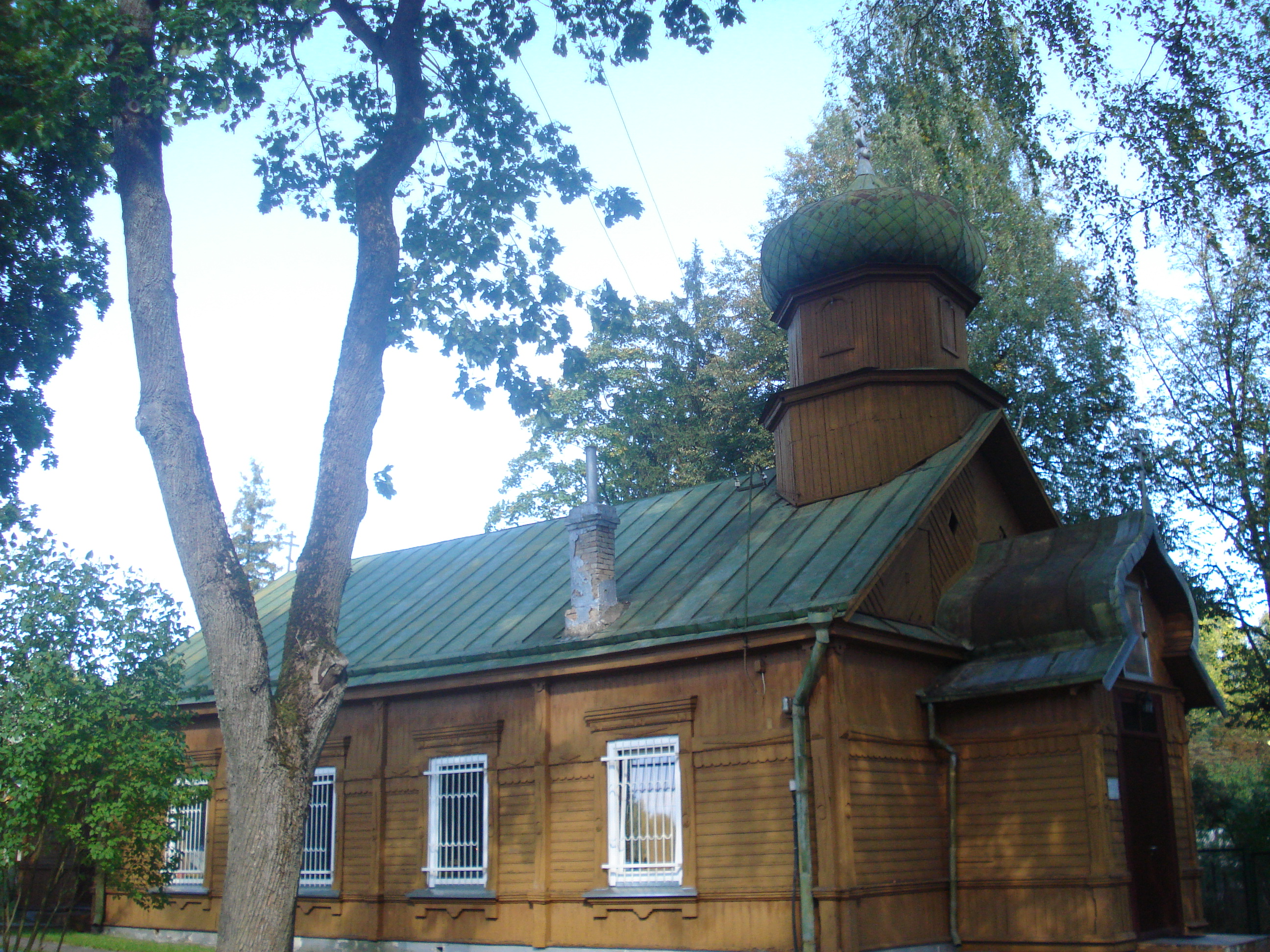
Церковь Первоверховных апостолов Святых Петра и Павла.

- Пречистенский кафедральный собор г. Вильнюс, ул. Майронё, 14.
- Соборная церковь Свято-Духова монастыря, ул. Аушрос Варту, 10.
- Великомученицы Параскевы Пятницы, ул. Диджёйи, 2
- Перенесения мощей святителя Николая Чудотворца, ул. Диджёйи, 12.
- Святых Константина и Михаила (Романовская) Вильнюс на улице Йоно Басанавичяус, 27.
- Знамения Пресвятой Богородицы на Зверинце ул. Витауто, 21.
- Преподобной Евфросинии (Евфросиньевская) с кладбищенской храмом-часовней святителя Тихона Задонского на Евфросиниевском кладбище на ул. Лепкальнё, 19.
- Церковь Михаила Архангела ул. Калварию, 65.
- Храм Александра Невского на ул. Лянку 1/17.
- Первоверховных апостолов Святых Петра и Павла в Новой Вильне ул. Коялавичяус, 148
- Святой великомученицы Екатерины на Зверинце; г. Вильнюс, ул. Бирутес, 20.

Виленское окружное благочиние
- Храм в честь Рождества Пресвятой Богородицы (Тракай)
- Храм в честь иконы Божией Матери «Всех скорбящих радость» (Друскининкай) на ул. Васарё Шешёликтос, 2.
- Храм в честь Успения Божией Матери (Вевис)
- Храм во имя святителя Николая Чудотворца (Рудaминa)
- Храм в честь иконы Божией Матери «Всех скорбящих радость» (Михново)
- Храм во имя святителя Николая Чудотворца (Семелишки)
- Храм во имя великомученика Георгия Победоносца (Гейсишки)
- Молитвенный дом во имя святителя Тихона (Шальчининкай), ул. Юбилеяус, 1-а.
- Храм в честь Рождества Христова (Букишкис)
- Храм во имя преподобного Сергия Радонежского (Пабраде)

Каунасское благочиние
- Благовещенский собор (Каунас)
- Храм в честь Воскресения Христова (Каунас)
- Храм в честь Преображения Господня (Кедайняй)
- Храм во имя Животворящей Троицы (Расейняй)
- Храм в честь апостолов Петра и Павла (Шяуляй)
- Храм в честь иконы Божией матери «Казанская» (Титувенай)
- Церковь в честь Воскресения Христова (Укмерге)
- Храм во имя благоверного князя Александра Невского (Ужусаляй)
- Церковь в честь Воскресения Христова (Йонава)
- Храм в честь Святой Троицы (Мариямполе)
- Храм в честь Покрова Пресвятой Богородицы (Круонис)
- Храм во имя благоверного князя Александра Невского (Кибартай)
- Покровский приход (Алитус)

Клайпедское благочиние
- Храм в честь Всех святых, в земле российской просиявших (Клайпеда)
- Храм во имя святых мучениц Веры, Надежды и Любови и матери их Софии (Клайпеда)
- Храм в честь покрова Божией Матери и во имя святителя Николая, архиепископа мирликийского (Клайпеда)
- Храм в честь иконы Божией Матери «Иверская» (Паланга)
- Храм во имя святителя Николая Чудотворца (Тельшяй)
- Храм в честь Успения Божией Матери (Мажейкяй)
- Храм в честь иконы Божией Матери «Смоленская» (Колайняй)
- Храм в честь иконы Божией Матери «Всех скорбящих радосте» (Ковнатово)
- Храм во имя святых виленских мучеников Антония, Иоанна и Евстафия (Таураге)
- Храм во имя преподобного Сергия Радонежского (Векшняй)
- Храм во имя архистратига Божия Михаила (Шилуте)

Висагинское благочиние
- Храм в честь Введения во храм Божией Матери и во имя великомученика Пантелеимона (Висагинас)
- Храм в честь Рождества пророка и предтечи и крестителя Иоанна (Висагинас)
- Храм в честь Вознесения Господня (Утена)
- Храм в честь Воскресения Господня (Паневежис)
- Храм в честь Всех святых (Зарасай)
- Храм во имя святого благоверного князя Александра Невского (Аникщяй)
- Храм в честь Рождества Богородицы (Рагува)
- Храм во имя святителя Николая (Гегобросты)
- Храм во имя священномученика Никандра (Лебенишки)
- Храм в честь Покрова Божией Матери (Интурки)
- Храм во имя святителя Николая Чудотворца (Ужпаляй)
- Храм во имя святого благоверного князя Александра Невского (Рокишкис)
- Храм в честь Животворящей Троицы (Швянчёнис)

## Монастыри
- Марие-Магдалининский монастырь в Вильнюсе (женский)
- Виленский Свято-Духов монастырь в Вильнюсе (мужской)

недействующие
- Сурдегский монастырь